# Tren BCP
Un tren BCP es una máquina ferroviaria compuesta por una Bateadora (niveladora-alineadora), una Compactadora, y una Perfiladora que trabajan complementándose.

## Descripción
Este tipo de tren puede trabajar en tajos sencillos, en cuyo caso basta con un solo tren BCP, o en tajos de gran rendimiento, siendo posible alinear hasta tres trenes BCP que trabajan simultáneamente en el mismo trayecto, dividiendo el tramo de vía a nivelar en tres zonas iguales.
Para efectuar la nivelación se realiza un levante de 2 a 5 centímetros, lo que precisa una aportación de balasto de 100 a 200 litros por metro. Esta aportación se hace previamente al bateo. Es muy importante elegir bien el intervalo de trabajo, con el fin de evitar retrasos, transbordos y, en definitiva, pérdidas económicas y de imagen.

## Rendimiento
Los trenes BCP necesitan entre 3 y 4 horas de trabajo para obtener un buen rendimiento. En ocasiones es necesario transbordar trenes de viajeros para conseguirlo. Por ello, se recurre a trabajar con tres trenes BCP, ya que se eleva el rendimiento, y se reducen los tiempos de transbordos. Un tren BCP realiza alrededor de 1.500 metros en un día, en un intervalo de 3 a 4 horas.
- Datos: Q6152097